# Didier Domi
Didier Domi (Sarcelles, 2 de Maio de 1978) é um ex-futebolista profissional francês, atuou como defensor. Fez carreira no PSG e no Olympiakos.

## Títulos
Paris Saint-Germain
- Copa da França: 1998
- Copa da Liga Francesa: 1998

Espanyol
- Copa del Rey: 2005–06

Olympiakos
- Super League Grega: 2006–07, 2007–08, 2008–09
- Copa da Grécia: 2007–08, 2008–09
- Super Copa da Grécia: 2007